# Estación Central de Dresde

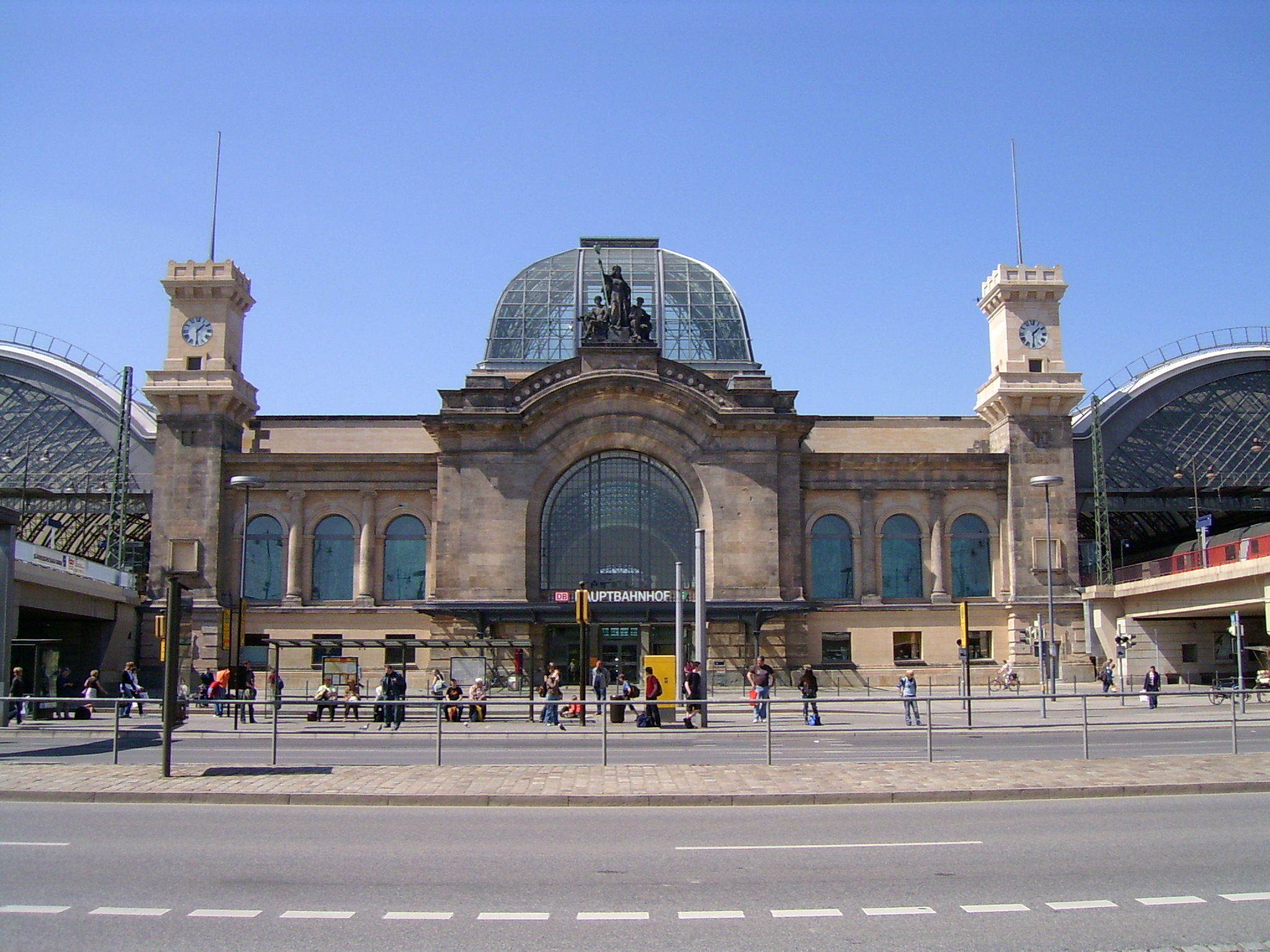
Fachada principal de la estación.

La Estación central de Dresde (en alemán: Dresden Hauptbahnhof) es la estación más grande de la capital del Estado federado alemán de Sajonia. Se comenzó a construir en 1892 y abrió sus puertas a los viajeros en la primavera de 1898. La estación resultó seriamente dañada durante los bombardeos de la II Guerra Mundial. En 2000 comenzaron unas obras para rehabilitarla a fondo y en noviembre de 2006 se inauguró oficialmente. 
En la actualidad es operada por la compañía Deutsche Bahn (DB). Una de las peculiaridades más significativas de la estación es su techo de membrana de fibra de vidrio con revestimiento de teflón.

## Ubicación y entorno
Se encuentra 1,3 km al sur del casco histórico de la ciudad, en el barrio de Seevorstadt. Justo al sur de la estación se halla el límite de este con la Südvorstadt. Junto a la estación está la Escuela Superior de Economía y Tecnología (HTW); un kilómetro más al sur, el campus de la TU Dresde. Por debajo de la estación cruza la Bundesstraße 170.

## Características
La nave central de la estación se concibió para actuar como estación término (fin de trayecto), con 10 andenes a ras de suelo. Los andenes de las naves laterales están elevados una altura de 4,5 m; cada nave lateral tiene 2 andenes para las paradas de los trenes. Los destinos de larga distancia más habituales son Berlín, Hamburgo, Leipzig, Praga y Budapest. En los últimos años también ha ganado relevancia la llamada Sachsen-Franken-Magistrale, un tramo de ferrocarril de doble sentido que une Dresde con Núremberg, pasando por Chemnitz y el Vogtland (región histórica de Alemania formada por partes de Sajonia, Turingia y Baviera, y de la actual República Checa).
El número de enlaces directos corresponde al de una estación de importancia suprarregional. En la parte frontal de la nave central se encuentra el vestíbulo principal, de roca arenisca. Al norte se halla el llamado “Pabellón del Rey”, que en sus orígenes sirvió para recibir a invitados del Reino de Sajonia, y más tarde (hasta aproximadamente el 2000) alojó el cine Kino am Hauptbahnhof, ahora en ruinas. 

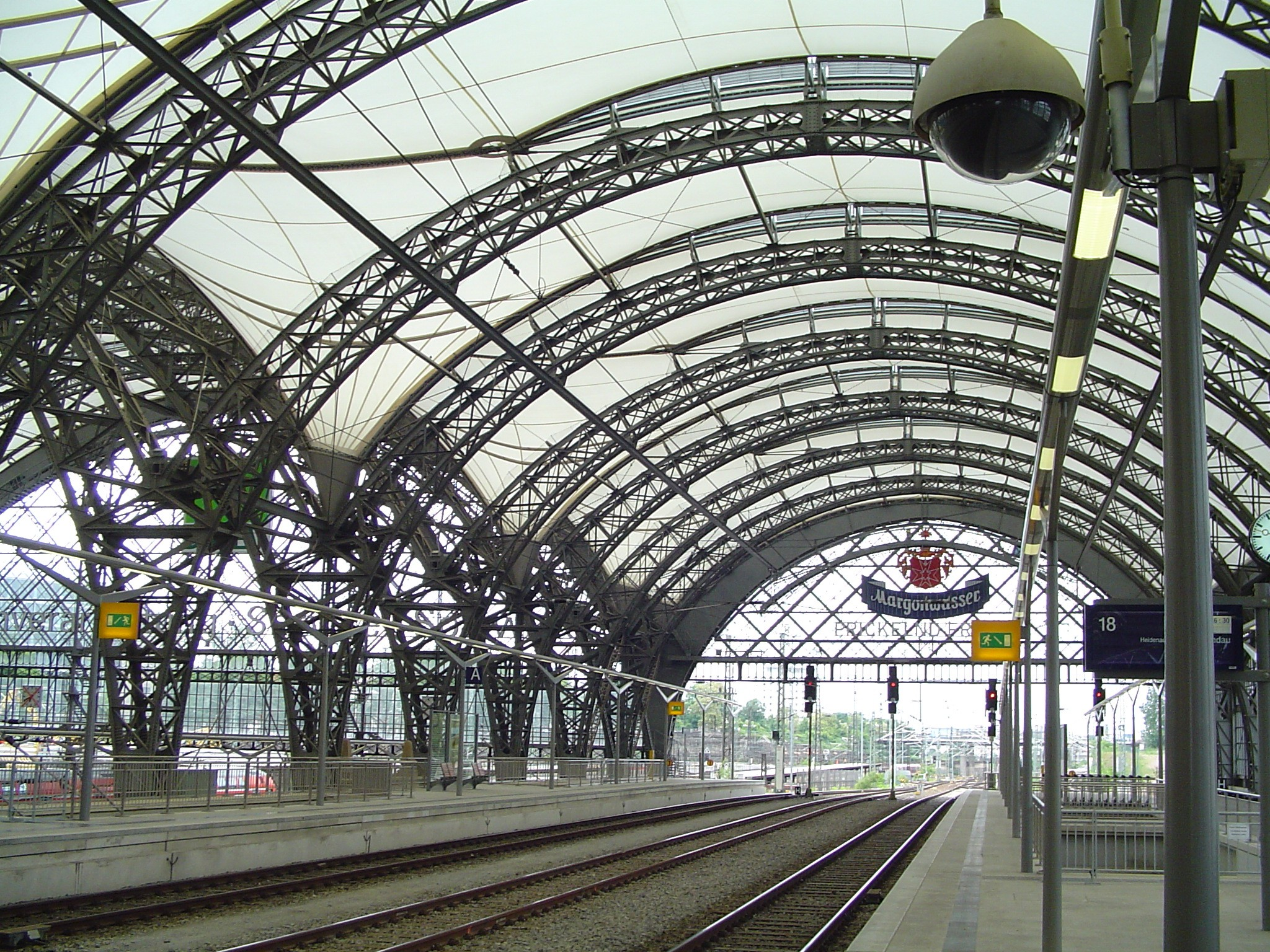
Andén reformado.

La reurbanización del entorno tras la contienda mundial, especialmente en la parte de Wiener Platz, se hizo rompiendo por completo con la línea arquitectónica imperante en la zona antes de la guerra. En 2004, con la construcción de un túnel subterráneo y diferentes edificios de gran envergadura, dicha plaza se enfrenta a uno de los proyectos más ambiciosos desde el punto de vista económico de toda Alemania, que es seguido con crítico interés por la población local.
En el piso más alto de la estación se encuentra una DB Lounge (una especie de sala de espera de lujo para pasajeros de primera clase y viajeros habituales).

## Cifras
Cerca de 50.000 viajeros utilizan diariamente la estación. A esto se le suma el tránsito de unos 500 trenes (de los cuales aproximadamente 55 son de largo recorrido). Además, otros 200 trenes de mercancías la atraviesan cada día. La única compañía de transporte de pasajeros que opera en ella es la Deutsche Bahn. El destino directo más frecuente es la Estación Central de Leipzig (hasta 32 trenes al día). En una hora, hasta 10 trenes suburbanos (S-Bahnen) pueden llegar a salir de la Hauptbahnhof. Es una de las 21 estaciones pertenecientes a la máxima categoría de la red de ferrocarriles alemana. 
La zona de andenes, formada por tres naves, comprende en total un área de 60 m de anchura por 186 de largo. La estructura arqueada de acero del techo de la nave central llega a alcanzar los 32 m de altura, por 59 m de ancho. La naves laterales tienen 19 m de altura, y 31 y 32 m de anchura, respectivamente. Hay 67 tragaluces repartidos por toda la superficie del techado; las dimensiones de éste eran necesarias en aquella época para ventilar el humo que producían las locomotoras de vapor.

## Historia

### Construcción y apertura (1892–1898)

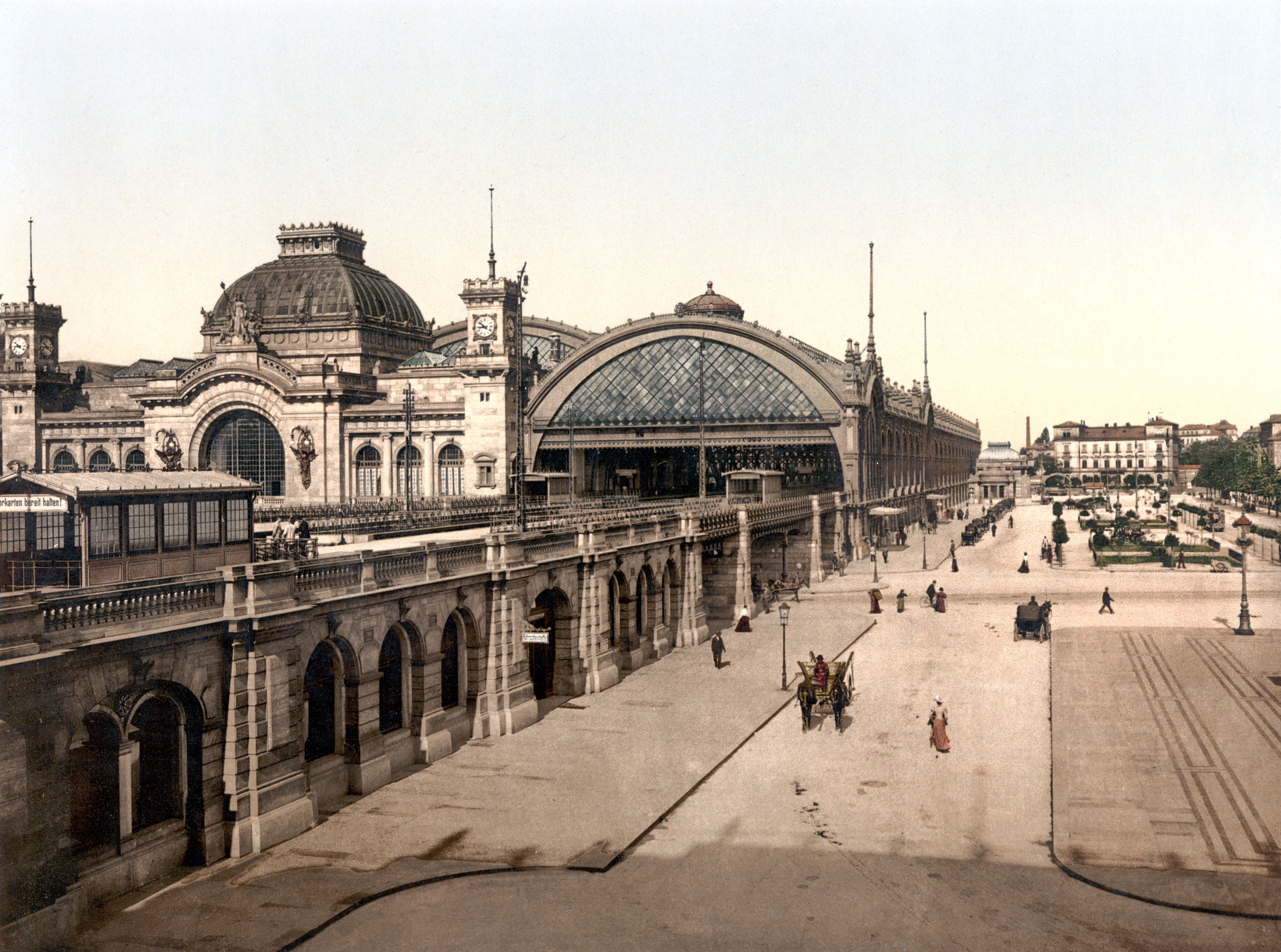
La estación hacia 1900

A lo largo del siglo XIX la población de Dresde se multiplicó y pasó de 50.000 a alrededor de 500.000 habitantes. En consecuencia aumentó fuertemente la demanda de infraestructura de transporte. La construcción de la Dresden Hauptbahnhof estaba destinada a paliar este problema.
La estación se erigió a partir de 1892 bajo la dirección de Ernst Giese, Paul Weidner y Arwed Rossbach en el lugar que entonces ocupaba la Böhmischer Bahnhof (estación de Bohemia). El rey Alberto de Sajonia la inauguró el 23 de abril de 1898, día de su cumpleaños. Las estaciones Böhmischer, Berliner y Albertbahnhof, situadas al mismo lado del río, dejaron de ser consideradas estaciones de larga distancia. El pabellón abovedado de tres naves tenía por aquel entonces 18 andenes. El vestíbulo de recepción abarcaba una superficie de aproximadamente 4500 m².
La construcción del esqueleto metálico de la estación precisó unas 17.000 toneladas de acero; para el trabajo de mampostería se empleó roca arenisca. Los costes de construcción ascendieron a 18 millones de marcos, lo que correspondería a unos 320 millones de los actuales euros.
Poco después de la inauguración, la estación ya soportaba un tráfico de unos 300 trenes de cercanías al día. Los destinos de los trenes de larga distancia eran entre otros Berlín, Hamburgo, Leipzig, Praga y Budapest. Hacia 1900 llegaban diariamente 191 trenes y partían 199.

### II Guerra Mundial(1939–1945)
Desde 1920 la estación pasó a integrar la red de la nueva compañía estatal Deutsche Reichsbahn Gesellschaft (DRG). Durante el régimen nacionalsocialista la estación desempeñó un papel importante para el transporte de tropas y prisioneros. Si bien éstos no embarcaban habitualmente en la estación, esta era de paso obligado en la red ferroviaria sajona para el tráfico en dirección al Protectorado de Bohemia y Moravia. La estación ardió hasta los cimientos como resultado del bombardeo de la ciudad, la noche del 13 al 14 de febrero de 1945. En posteriores ataques aéreos, los andenes quedaron destruidos en su mayor parte y la estación completamente inutilizada tras los ataques de abril de 1945.

### Posguerra (1945-1989)
Después de la guerra y la fundación de la República Democrática Alemana (RDA), la estación siguió operando la Deutsche Reichsbahn (DR) de la Alemania Oriental.
La reconstrucción provisional de la estación comenzó ya el mismo año en que terminó la guerra. Se llevó a cabo de una forma simplificada. El techo, con anterioridad parcialmente revestido de cristal, se cerró con madera, cartón y pizarra. El edificio no fue rehecho conforme al original. Se redujo el tamaño de la sección oriental del vestíbulo principal. El armazón de acero de la cúpula, que quedó intacto, fue tapado en su parte exterior con madera y pizarra; por dentro se decoró con casetones. Estas reformas dieron al interior un aspecto lóbrego. La imagen de los alrededores en la postguerra era un tanto caótica, con aparcamientos y desvíos de tráfico provisionales, así como tuberías por todas partes. Desde 1978 la estación posee el estatus de patrimonio artístico protegido de Alemania.
El 3 de octubre de 1989, la estación de Dresde fue testigo de uno de los pocos disturbios serios en tiempos de la reunificación. La estación resultó parcialmente dañada tras el enfrentamiento entre 3.000 manifestantes y los Vopos de la RDA.

### Inundaciones (2002)
La mañana del 13 de agosto de 2002, durante las inundaciones que asolaron Centroeuropa, la estación quedó inundada por la crecida del río Weißeritz hasta a una altura de 1,10 m. Aunque se retiró el agua apenas un día después, hubo daños importantes en el vestíbulo principal, los cimientos y las instalaciones técnicas. Según estimación de la Deutsche Bahn, los daños ascendieron a alrededor de 42 millones de euros. Los trabajos en los bajos de la estación duraron hasta finales de 2004.
El funcionamiento de la estación pudo restablecerse con rapidez, si bien la mayor parte de las vías estaban en mayor o menor medida intransitables, sobre todo en dirección Chemnitz. El único trayecto respetado por la crecida fue el del ferrocarril Berlín-Dresde.

### Saneamiento (2000–2008)

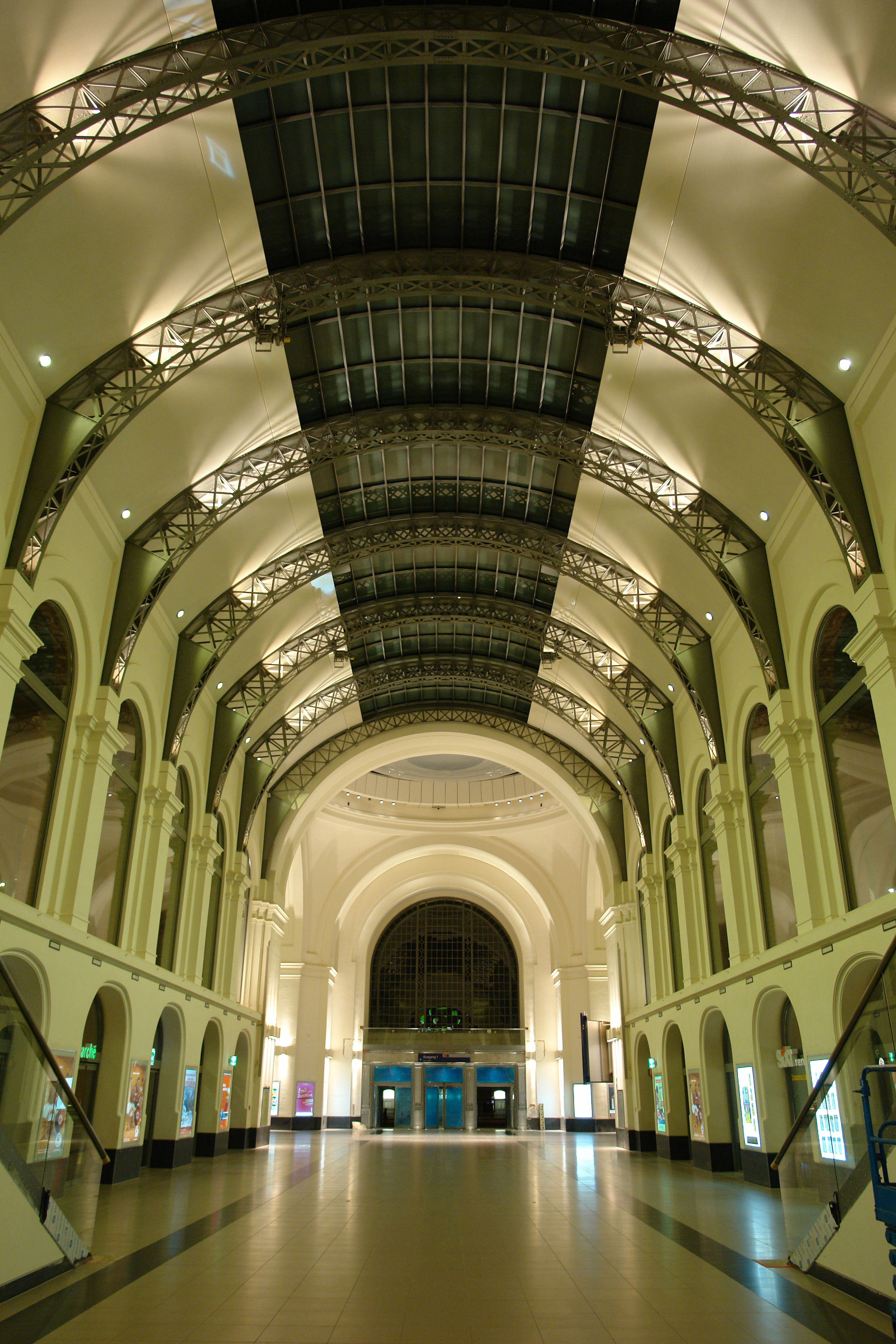
Vestíbulo.

El saneamiento de la estación empezó en el año 2000, con la puesta en funcionamiento de la torre de señales electrónica (desde donde se controlan las señales ferroviarias y los enclavamientos), controlada a su vez de forma remota desde la central local de la Deutsche Bahn en Leipzig. A partir de octubre de 2000, se afrontó la reconstrucción en profundidad del edificio. Ya en los años 1993 y 1994 se había llevado a cabo un saneamiento parcial de la parte oriental de la estación; y el estudio gmp había presentado un ambicioso proyecto que no tuvo andamiento.
El proyecto incluye la renovación del edificio, de los andenes y del equipamiento de seguridad. Se rehabilitó la cúpula de 34 m de altura que se eleva sobre el punto en que se cruzan los dos vestíbulos. Las antiguas salas de espera son hoy el centro de viajes y un mercado. Se abrieron junto al hall central en julio de 2006. Los andenes elevados se pueden alcanzar ahora mediante escaleras mecánicas y ascensores; el andén elevado orientado al sur se puso en funcionamiento a finales de octubre de 2006. De 2002 a 2006 numerosas tiendas fueron ubicadas de forma provisional en contenedores dentro del pabellón central de andenes.
Aparte de demorar las obras, las inundaciones europeas de 2002 produjeron cuantiosos daños en el vestíbulo de recepción de viajeros, los cimientos y la instalación técnica. El alcance de las reformas de saneamiento tuvo que ampliarse de forma significativa.
Los costes del proyecto ascienden, según datos de noviembre de 2006, a unos 250 millones de euros. De ellos, 85 corresponden a la membrana del techo y otros 55 al hall de recepción de viajeros. Unos 100 millones de euros son aportación del gobierno federal; 11 son del Estado de Sajonia. La reforma del andén elevado sur aún no ha concluido; el gobierno alemán aportará alrededor de 54 millones para acometerla. La renovación del pabellón sur concluirá en 2007. Además, se mejorarán los andenes correspondientes a líneas terminales y se habilitarán más espacios comerciales en los vestíbulos norte y sur.
Los detractores del saneamiento censuran la restauración, según su parecer, superficial de la vieja estación. Son sobre todo objeto de crítica las torres de los relojes, en las que se ha utilizado hormigón, el supuesto ahorro que se ha hecho con los adornos del portal principal y el hecho de que éste intenta aparentar estar hecho de arenisca, no siendo así. Las partes bien conservadas del vestíbulo delatan el fraude, ya que permiten ver las paredes de roca y el armazón de acero.

#### Estructura del tejado
Una de las señas de identidad de la estación tras la reforma es el tejado diseñado por Sir Norman Foster. Está equipado con una membrana de fibra de vidrio de 0,7 mm de ancho revestida por ambos lados con teflón autolimpiable de un ancho de 0,1 mm. 
Según indicaciones de los arquitectos encargados, sería la primera vez que se emplea una membrana semejante en la estructura de un edificio histórico. Concebida para un tiempo de vida de 50 años, soporta fuerzas de tracción de hasta cerca de 150 kilonewtons por metro. Su superficie es transitable por personal autorizado.
La membrana translúcida deja pasar la luz por el día y refleja la luz del vestíbulo de la estación por la noche; por fuera la construcción tiene apariencia plateada. El tejado tiene un área de 33.000 m² (de los cuales 29.000 son de membrana de fibra de vidrio) y cubre una superficie de 24.500. Por parte de los arquitectos responsables, se ha hecho hincapié en la fácil instalación, la ligereza de la estructura y el ahorro en mantenimiento derivado del autolimpiado. Según indicaciones de las autoridades ferroviarias, la estructura del entoldado hace innecesaria la refrigeración incluso en condiciones de mucho sol.
El tejado se tuvo que instalar entre febrero de 2001 y julio de 2006 sin detener el funcionamiento de los trenes. Para ello, se alzaron sobre los andenes de los tres pabellones unos andamios de 800 a 1600 toneladas cada uno. El 15 de mayo de 2001 se comenzó con la retirada del tejado viejo.
Lo siguiente fue integrar en la antigua estructura nuevos elementos de sustentación sobre los que se apoya la membrana. Los soportes de acero de la estructura antigua del tejado se retiraron progresivamente, se cambiaron algunas partes y se volvieron a integrar en el edificio. Parte de los remaches de la estructura antigua se reemplazó, utilizando para ello más de 100.000 roblones. También se instaló una pasarela de tránsito. Durante las obras, el 4 de febrero de 2004, una parte del tejado antiguo sobre los andenes 13 y 14 quedó parcialmente destruida debido a un incendio causado por una chispa.
En los planes originales barajados desde 1997, entraba el cubrir los andenes al aire libre que están en dirección este, pero la idea se desechó en el año 2000. Existe, no obstante, la posibilidad de ampliar, en un futuro, unos 200 m el tejado membranoso para cubrir esta zona.

#### Inauguración

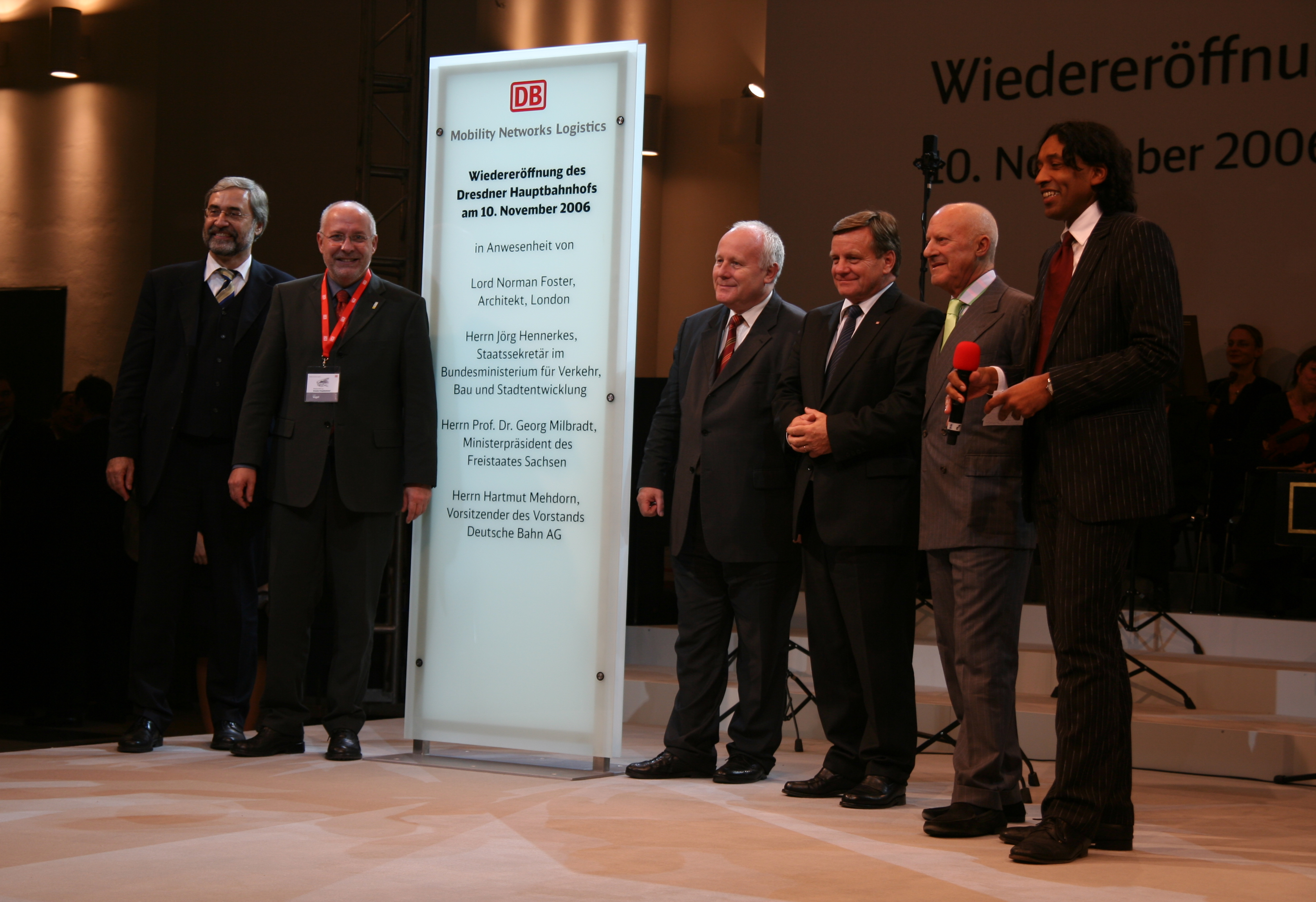
Inauguración de una placa conmemorativa: (de izda. a dcha.) el secretario de Estado Hennerkes, el alcalde Vogel, el primer ministro Milbradt, el jefe de la DB Mehdorn, el arquitecto Foster y el presentador Jobatey.

La tarde del 10 de noviembre de 2006 tuvo lugar la inauguración oficial de la estación bajo la cúpula. Se consiguió celebrar el acontecimiento antes de que terminara el 2006, año del 800 centenario de la ciudad. Aunque la reforma no ha concluido aún por completo, el acto marcó el fin del considerable perjuicio del tráfico de viajeros.
El alcalde Lutz Vogel, el presidente de la junta directiva de la Deutsche Bahn Hartmut Mehdorn, el primer ministro de Sajonia Georg Milbradt, Jörg Hennerkes, secretario de Estado del Ministerio Federal de Tráfico, Construcción y Desarrollo Ciudadano, y el arquitecto Norman Foster dieron los discursos en la ceremonia presentada por Cherno Jobatey. A continuación se descubrió una placa conmemorativa inaugurando oficialmente la ambiciosa reforma. Para terminar, se ofreció un espectáculo de luz, láser y pirotecnia. La orquesta de cámara de Dresde aportó la música.
Entre los cerca de 1000 invitados había, junto a los invitados de honor, muchos ciudadanos de Dresde que habían ganado sus entradas en un sorteo organizado por un periódico local. Tras la ceremonia de una hora, se abrió el vestíbulo central al público en general. Durante todo el fin de semana (hasta el 12 de noviembre) se ofreció un programa de música y representaciones. Según la Deutsche Bahn, ese fin de semana unas 165.000 personas (sin contar los viajeros) visitaron la estación.

### Intento de atentado en junio de 2003
El 6 de junio de 2003 alguien escondió una maleta bomba en la estación. Un perro rastreador la detectó y tras evacuar la estación entera, la policía detonó el artefacto de forma controlada. La bomba era una maleta tipo trolley, un despertador, una olla rápida y piedras extraídas de una cantera en Hof (Baviera). Una bomba con esa cantidad de explosivo, activada y con detonador, podría haber causado una auténtica matanza de cientos de víctimas. Pero al parecer, el temporizador estaba parado. Un calendario bíblico que se encontró en la maleta y que sólo podía ser adquirido en el Vogtland puso a la policía sobre la pista de Ulrich V., un jubilado con antecedentes penales, que resultó ser quien había manipulado la carga explosiva. Se enfrentó a un juicio por intento de homicidio y fue condenado a 12 años de prisión. Sus abogados defensores argumentaron que había colocado las pilas mal para que la explosión no tuviese lugar.

## Unión con el tráfico de cercanías

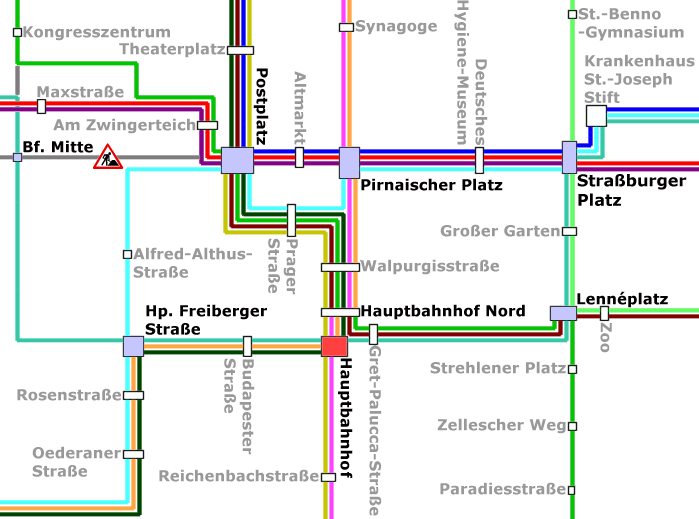
Red de tranvías en la zona.

Las estaciones de Bahnhof Neustadt y la principal son las puertas de enlace de la ciudad con el tráfico suprarregional y, junto a las plazas Postplatz, Albertplatz y Pirnaischer Platz, los cinco puntos más importantes de la red de tranvías.
Delante de la estación se halla Wiener Platz, que hace las veces de entrada para la también totalmente reformada Prager Straße. Desde esta plaza se puede, por ejemplo, tomar la línea 7 hacia el oeste o la 10 hacia el este. Desde la estación, usando las líneas 3 y 8 se llega a la Technische Universität Dresden en sentido sur y al Elba por el norte. Muchas líneas de tranvía y de trenes suburbanos enlazan (incluso por la noche) con otros barrios de la ciudad y con la periferia de la misma (Sächsische Schweiz, Pirna y Meißen). Desde la estación, con un autobús en sentido sur se puede alcanzar Dippoldiswalde (capital del distrito de Weißeritzkreis); yendo hacia el norte con un tren suburbano (S-Bahn) se llega al aeropuerto. 
La distancia entre la cabecera de una de las vías que terminan en la estación (las no elevadas) y las paradas de tranvía de la DVB es de apenas 150 m. Los números de tranvía que paran en la estación principal son 3, 7, 8, 10 (y de forma temporal también el 6). Asimismo tienen paradas dos líneas de autobuses (72, 76), más los buses regionales. Por añadidura, las líneas 9 y 11 se detienen en la parada Hauptbahnhof Nord, 150 m al norte. Cuando la reforma termine, la estación principal tendrá 10 entradas/salidas.

## Unterm Strick
Para muchos ciudadanos de Dresde, la expresión Unterm Strick (bajo la soga) se asocia con un conocido punto de encuentro: justo debajo de la cúpula de la estación. Antes de las reformas, en este punto colgaba del techo una soga o cadena. Si bien después del saneamiento de la estación esta dejó de estar ahí, aún se sigue utilizando la expresión entre los ciudadanos de Dresde para concertar sus citas en ese punto en concreto.
En este lugar del techo, hay hoy un panel circular móvil de ETFE (copolímero de etileno-tetrafluoretileno, material muy resistente a la corrosión también usado en el Allianz Arena). Tiene 15 m de diámetro y sirve para regular la ventilación.